# (1276) Ucclia
(1276) Ucclia – planetoida z pasa głównego asteroid okrążająca Słońce w ciągu 5 lat i 237 dni w średniej odległości 3,17 au. Została odkryta 24 stycznia 1933 w Observatoire Royal de Belgique w Uccle przez Eugène’a Delporte. Nazwa planetoidy pochodzi od belgijskiego miasta, w którym siedzibę ma obserwatorium. Przed nadaniem nazwy planetoida nosiła oznaczenie tymczasowe (1276) 1933 BA.